# Pila acotada
Una pila acotada es una estructura de datos de tipo LIFO (el último elemento en entrar, es el primero en salir) cuyo tamaño máximo queda limitado en su especificación.

## Operaciones
Una pila acotada cuenta con operaciones básicas:
- Crear: se crea la pila vacía.
- Apilar: se añade un elemento a la pila.(push)
- Desapilar: se elimina el elemento frontal de la pila.(pop)
- Cima: devuelve el elemento que está en la cima de la pila. (top o peek)
- Vacía: devuelve cierto si la pila está vacía o falso en caso contrario.
- Llena: devuelve cierto si la pila está llena o falso en caso contrario.

Lógicamente no podremos apilar en una pila que está llena.

## Implementación
Para ilustrar exponemos la implementación de una pila acotada.

### En MAUDE
Necesitaremos una teoría para definir el tama o máximo de la pila.
```
fth CONSTANTE is
  protecting NAT .
  op cte: -> NAT .
endfth
```

Pasamos a definir la pila acotada parametrizada.
```
fmod PILA-ACOTADA {X :: TRIV , AC :: CONSTANTE} is
  protecting NAT .
  sorts PilaAC{X , AC} PilaACNV{X , AC} .
  subsort PilaACNV{X , AC} < PilaAC{X , AC} .
  *** generadores
  op crear : -> PilaAC{X , AC} [ctor] .
  op apilar : X$Elt PilaAC{X , AC} -> PilaACNV{X , AC} [ctor] .
  *** constructores
  op desapilar : PilaAC{X , AC} -> PilaAC{X , AC} .
  *** selectores
  op cima : PilaACNV{X , AC} -> X$Elt .
  op longitud : PilaAC{X , AC} -> Nat .
  op estaLlena? : PilaAC{X , AC} -> Bool .
  *** variables
  var P : PilaAC{X , AC} .
  var E : X$Elt .
  *** ecuaciones impurificadoras
  ceq apilar (E, P) = P if estaLlena?(P) .
  eq desapilar (crear) = crear .
  ceq desapilar (apilar(E, P)) = P if not estaLlena?(P) .
  ceq cima (apilar(E, P)) = E if not estaLlena?(P) .
  eq longitud (crear) = 0 .                    
  ceq longitud (apilar(E, P)) = 1 + longitud (P)
     if not estaLlena?(P) .                      
  eq estaLlena?(P) = longitud (P) >= cte .
endfm
```